# Phaedyma daria
Phaedyma daria är en fjärilsart som beskrevs av Felder 1867. Phaedyma daria ingår i släktet Phaedyma och familjen praktfjärilar. Inga underarter finns listade i Catalogue of Life.